# كونراد وايس
كونراد وايس (بالألمانية: Konrad Weise)‏ مواليد 17 أغسطس 1951 في غيرا، ألمانيا الشرقية، هو لاعب كرة قدم ألماني دولي سابق كان يلعب كمدافع. سبق له أن لعب في كأس العالم لكرة القدم مع منتخب بلاده. فاز بميدالية أوليمبية في مسابقة كرة القدم.

## المسيرة الاحترافية

### أندية لعب لها
- كارل زايس يينا

## روابط خارجية
- كونراد وايس على موقع الاتحاد الدولي (مؤرشف)  (الإنجليزية)
- كونراد وايس على موقع قاعدة بيانات كرة القدم.إي يو (الإنجليزية)
- كونراد وايس على موقع بيانات كرة القدم. دي إي (الألمانية)
- كونراد وايس على موقع ناشيونال فوتبول تيمز (الإنجليزية)
- كونراد وايس على موقع عالم كرة القدم.نت (الإنجليزية)
- كونراد وايس على موقع أوليمبيديا (الإنجليزية)